# Lijst van beschermde gebieden in Suriname
Suriname bezit zeventien natuurgebieden met een beschermde status, waaronder elf natuurreservaten, vier bijzonder beheersgebieden en één natuurpark.
Vijf natuurreservaten bevinden zich in de kuststreek, te weten Hertenrits, Peruvia, Coppename, Galibi en Wia Wia. In de binnenlanden van Suriname zijn drie natuurreservaten en een natuurpark gevestigd: Brinckheuvel, Centraal Suriname, Sipaliwini, Brownsberg. In het grensgebied tussen de savannestreek en het oude kustgebied bevinden zich drie natuurreservaten: Wanekreek, Copi en Boven-Coesewijne. Het totale oppervlakte aan natuurgebieden met een wettelijke beschermde status beslaat 14,6 % (ongeveer 21.470 km²) van het landoppervlak van Suriname.
Daarnaast zijn een viertal gebieden in Nickerie en Sipaliwini voorgesteld als natuurgebieden met wettelijke bescherming: Nani en Kaboeri Kreek als natuurreservaat, en Snake Kreek en Mac Clemen als bosreservaat.
Het natuurreservaat Coppenamemonding, dat een belangrijke rol speelt als rust- en foerageergebied voor watervogels, is in 1985 erkend als Ramsargebied. Het natuurreservaat Centraal Suriname is in 2000 door UNESCO erkend als werelderfgoed.
Sommige voormalige plantages, waaronder Peperpot, waarvan het terrein deels is verwilderd tot secundair bos, zijn aantrekkelijk voor een aanzienlijk aantal diersoorten, met name vogels. Sinds 2009 wordt het Peperpot Natuur Park door een stichting beheerd en is daarmee het eerste privaat beschermd natuurgebied in Suriname. Een deel van de plantagegebouwen is als cultureel erfgoed op de Surinaamse monumentenlijst geplaatst.

## Beschermde natuurgebieden
| Naam                       | Afbeelding | District Coördinaten                               | Oprichtings- jaar | Oppervl. (km²) | Type                     | IUCN- cat. | Noten             |
| -------------------------- | ---------- | -------------------------------------------------- | ----------------- | -------------- | ------------------------ | ---------- | ----------------- |
| Boven-Coesewijne           |            | Para, Saramacca 5° 12' 0" NB, 55° 37' 48" WL       | 1986              | 270            | Natuurreservaat          | IV         | [ 4 ] [ 8 ]       |
| Brinckheuvel               |            | Brokopondo 5° 12' 13" NB, 55° 21' 56" WL           | 1961              | 60             | Natuurreservaat          | IV         | [ 4 ] [ 8 ]       |
| Brownsberg                 |            | Brokopondo 4° 56' 35" NB, 55° 10' 34" WL           | 1969              | 122            | Natuurpark               | II         | [ 4 ] [ 8 ]       |
| Centraal Suriname          |            | Sipaliwini 4° 0' 0" NB, 56° 17' 60" WL             | 1998              | 16000          | Natuurreservaat          | IV (II)    | ,                 |
| Copi                       |            | Para, Commewijne 5° 34' 42" NB, 54° 42' 26" WL     | 1986              | 280            | Natuurreservaat          | IV         | [ 4 ] [ 8 ]       |
| Coppenamemonding           |            | Saramacca 5° 57' 57" NB, 55° 43' 56" WL            | 1961              | 120            | Natuurreservaat          | IV         | [ 4 ] [ 6 ] [ 8 ] |
| Galibi                     |            | Marowijne 5° 45' 36" NB, 56° 40' 21" WL            | 1969              | 40             | Natuurreservaat          | IV         | [ 4 ] [ 8 ]       |
| Hertenrits                 |            | Nickerie 5° 57' 10" NB, 54° 0' 0" WL               | 1972              | 1              | Natuurreservaat          | IV         | [ 4 ] [ 8 ]       |
| Peruvia                    |            | Coronie 5° 41' 48" NB, 55° 55' 29" WL              | 1986              | 310            | Natuurreservaat          | IV         | [ 4 ] [ 8 ]       |
| Sipaliwini                 |            | Sipaliwini 2° 0' 34" NB, 56° 4' 42" WL             | 1972              | 1000           | Natuurreservaat          | IV         | [ 4 ] [ 8 ]       |
| Peperpot                   |            | Commewijne 5° 46' 46" NB, 55° 7' 46" WL            | 2009              | 7              | Privaat beschermd gebied |            | ,                 |
| Wanekreek                  |            | Marowijne 5° 38' 16" NB, 54° 2' 27" WL             | 1986              | 450            | Natuurreservaat          | IV         | [ 4 ] [ 8 ]       |
| Wia Wia                    |            | Marowijne 5° 53' 14" NB, 54° 28' 19" WL            | 1961              | 360            | Natuurreservaat          | IV         | [ 4 ] [ 8 ]       |
| Bigi Pan                   |            | Nickerie, Coronie 5° 57' 32" NB, 56° 22' 53" WL    | 1987              | 679            | Bijzonder beheersgebied  | [VI]       | [ 10 ] [ 8 ]      |
| Noord-Commewijne-Marowijne |            | Commewijne, Marowijne 5° 58' 15" NB, 55° 0' 30" WL | 2002              | 615            | Bijzonder beheersgebied  | [VI]       | ,                 |
| Noord-Coronie              |            | Coronie 5° 52' 27" NB, 56° 14' 45" WL              | 2001              | 272            | Bijzonder beheersgebied  | [VI]       | [ 10 ] [ 8 ]      |
| Noord-Saramacca            |            | Saramacca 5° 59' 20" NB, 55° 32' 2" WL             | 2001              | 884            | Bijzonder beheersgebied  | [VI]       | [ 10 ] [ 8 ]      |

## Voorgestelde natuurgebieden
| Naam                     | Afbeelding | District Coördinaten                              | Oprichtings- jaar | Oppervl. (km²) | Type                        | IUCN- cat. | Noten        |
| ------------------------ | ---------- | ------------------------------------------------- | ----------------- | -------------- | --------------------------- | ---------- | ------------ |
| Nani                     |            | Nickerie 5° 49' 19" NB, 57° 5' 22" WL             |                   | 540            | Voorgesteld natuurreservaat |            | [ 8 ]        |
| Bosreservaat Mac Clemen  |            | Nickerie 5° 31' 60" NB, 56° 51' 0" WL             |                   | 120            | Voorgesteld bosreservaat    |            | [ 8 ]        |
| Bosreservaat Snake Kreek |            | Sipaliwini 5° 23' 24" NB, 56° 51' 0" WL           |                   | 30             | Voorgesteld bosreservaat    |            | [ 8 ]        |
| Kaboeri Kreek            |            | Nickerie, Sipaliwini 5° 7' 34" NB, 56° 50' 34" WL |                   | 680            | Voorgesteld natuurreservaat |            | [ 11 ] [ 8 ] |